# 9628 Sendaiotsuna
9628 Sendaiotsuna è un asteroide della fascia principale. Scoperto nel 1993, presenta un'orbita caratterizzata da un semiasse maggiore pari a 2,6093258 UA e da un'eccentricità di 0,2036268, inclinata di 12,39867° rispetto all'eclittica.